# Irlandia na Letnich Igrzyskach Olimpijskich 1992
Irlandię na Letnich Igrzyskach Olimpijskich 1992 reprezentowało 58 zawodników: 49 mężczyzn i 9 kobiet. Był to 15 start reprezentacji Irlandii na letnich igrzyskach olimpijskich.

## Zdobyte medale
| Medal  | Zawodnik         | Dyscyplina | Konkurencja              | Rezultat                                            |
| ------ | ---------------- | ---------- | ------------------------ | --------------------------------------------------- |
| Złoto  | Michael Carruth  | Boks       | waga półśrednia do 67 kg | w finale pokonał Kubańczyka Juana Hernándeza Sierrę |
| Srebro | Wayne McCullough | Boks       | waga kogucia do 54 kg    | w finale przegrał z Kubańczykiem Joelem Casamayorem |

## Skład kadry

### Boks
Mężczyźni
- Paul Buttimer waga musza do 52 kg - 17. miejsce,
- Wayne McCullough waga kogucia do 54 kg - 2. miejsce,
- Paul Griffin waga piórkowa do 57 kg - 17. miejsce,
- Michael Carruth waga półśrednia do 67 kg - 1. miejsce,
- Paul Douglas waga ciężka do 91 kg - 5. miejsce,
- Kevin McBride waga superciężka powyżej 91 kg - 9. miejsce,

### Jeździectwo
- Anna Merveldt – ujeżdżenie indywidualnie - 11. miejsce,
- James Kernan – skoki przez przeszkody indywidualnie - nie ukończył rundy finałowej (dyskwalifikacja),
- Peter Charles – skoki przez przeszkody indywidualnie - nie ukończył rundy finałowej (dyskwalifikacja),
- Paul Darragh – skoki przez przeszkody indywidualnie - 68. miejsce,
- Eddie Macken – skoki przez przeszkody indywidualnie - 75. miejsce,
- Peter Charles, James Kernan, Paul Darragh, Eddie Macken, - skoki przez przeszkody drużynowo - 14. miejsce,
- Eric Smiley – WKKW indywidualnie - 27. miejsce,
- Máiréad Curran – WKKW indywidualnie - 29. miejsce,
- Melanie Duff – WKKW indywidualnie - 32. miejsce,
- Olivia Holohan – WKKW indywidualnie - 39. miejsce,
- Eric Smiley, Máiréad Curran, Melanie Duff, Olivia Holohan - WKKW drużynowo - 8. miejsce,

### Judo
Mężczyźni
- Keith Gough waga do 60 kg - 13. miejsce,
- Ciarán Ward waga do 65 kg - 24. miejsce,

### Kajakarstwo górskie
Mężczyźni
- Pat Holmes

K-1 500 m - odpadł w półfinale,
K-1 1000 m - odpadł w półfinale,
- Alan Carey, Conor Holmes

K-2 500 m - odpadli w repesażach,
K-2 1000 m - odpadli w repesażach,
- Ian Wiley – kajakarstwo górskie - K-1 - 8. miejsce,
- Mike Corcoran – kajakarstwo górskie - C-1 - 12. miejsce,

### Kolarstwo szosowe
Mężczyźni
- Kevin Kimmage – wyścig ze startu wspólnego - 32. miejsce,
- Conor Henry – wyścig ze startu wspólnego - 35. miejsce,
- Paul Slane – wyścig ze startu wspólnego - 65. miejsce,
- Mark Kane, Kevin Kimmage, Robert Power, Paul Slane - jazda drużynowa na 100 km na czas - 17. miejsce,

### Lekkoatletyka
Kobiety
- Sonia O’Sullivan

bieg na 1500 m – odpadła w półfinale,
bieg na 3000 m – 4. miejsce,
- Catherina McKiernan – bieg na 3000 m - odpadła w eliminacjach,
- Perri Williams – chód na 10 km – 37. miejsce,

Mężczyźni
- Marcus O’Sullivan – bieg na 1500 m - odpadł w półfinale,
- Frank O’Mara – bieg na 5000 m – odpadł w eliminacjach,
- John Doherty – bieg na 5000 m - odpadł w eliminacjach,
- Paul Donovan – bieg na 5000 m - odpadł w eliminacjach,
- Sean Dollman – bieg na 10 000 m – odpadł w eliminacjach,
- Noel Berkeley – bieg na 10 000 m - odpadł w eliminacjach,
- John Treacy – maraton – 51. miejsce,
- Tommy Hughes – maraton - 72. miejsce,
- Andy Ronan – maraton - nie ukończył biegu,
- Thomas Kearns – bieg na 110 m przez płotki – odpadł w ćwierćfinale,
- Jimmy McDonald – chód na 20 km – 6. miejsce,
- Bobby O’Leary – chód na 20 km - nie ukończył konkurencji (dyskwalifikacja),
- Victor Costello – pchnięcie kulą – 22. miejsce,
- Paul Quirke – pchnięcie kulą - 23. miejsce,
- Nick Sweeney – rzut dyskiem – 23. miejsce,
- Terry McHugh – rzut oszczepem – 27. miejsce,

### Łucznictwo
Mężczyźni
- Noel Lynch – indywidualnie - 62. miejsce,

### Pływanie
Kobiety
- Michelle Smith

200 m stylem grzbietowym – 35. miejsce,
200 m stylem zmiennym – 32. miejsce,
400 m stylem zmiennym – 26. miejsce,
Mężczyźni
- Gary O’Toole

100 m stylem klasycznym – 38. miejsce,
200 m stylem klasycznym – 20. miejsce,
200 m stylem zmiennym - 34. miejsce,

### Szermierka
Mężczyźni
- Michael O’Brien – szpada indywidualnie - 34. miejsce,

### Tenis ziemny
Mężczyźni
- Owen Casey – gra pojedyncza - 33. miejsce,
- Owen Casey, Eoin Collins – gra podwójna - 9. miejsce,

### Wioślarstwo
Mężczyźni
- Niall O’Toole – jedynki - 21. miejsce,

### Żeglarstwo
- Denise Lyttle – klasa Europa – 12. miejsce,
- Mark Mansfield, Tom McWilliam – klasa Star – 15. miejsce,
- David Wilkins, Peter Kennedy – klasa Latający Holender – 14. miejsce,